# Шеворовка
Шеворо́вка (бел. Шаваро́ўка) — деревня в составе Ректянского сельсовета Горецкого района Могилёвской области Республики Беларусь.

## Население
- 1999 год — 40 человек
- 2010 год — 21 человек